# Championnat du monde de dames 2017
Le championnat du monde de dames 2017 a été organisé du 1er au 16 octobre à Tallinn (Estonie). 79 joueurs se sont affrontés durant la compétition, finalement remportée par Alexander Schwarzman.

## Règles
Les 79 participants ont été divisés en trois groupes disputant chacun un tournoi en système suisse dont les quatre premiers, départagés le cas échéant par leur coefficient Solkoff tronqué, sont retenus pour la finale. Celle-ci est disputée sous la forme d'un tournoi toutes rondes. Les cadences des parties sont toutes d'une heure et vingt minutes par joueur, à laquelle s'ajoute une minute par coup.

## Demi-Finales
| Demi-Finale, Groupe A | Demi-Finale, Groupe A | Demi-Finale, Groupe A | Demi-Finale, Groupe A | Demi-Finale, Groupe A | Demi-Finale, Groupe B | Demi-Finale, Groupe B  | Demi-Finale, Groupe B | Demi-Finale, Groupe B | Demi-Finale, Groupe B | Demi-Finale, Groupe C | Demi-Finale, Groupe C | Demi-Finale, Groupe C | Demi-Finale, Groupe C | Demi-Finale, Groupe C |
| --------------------- | --------------------- | --------------------- | --------------------- | --------------------- | --------------------- | ---------------------- | --------------------- | --------------------- | --------------------- | --------------------- | --------------------- | --------------------- | --------------------- | --------------------- |
| 1                     | Alexander Baliakin    |                       | 12                    | 86,95                 | 1                     | Alexander Georgiev     |                       | 12                    | 84,91                 | 1                     | Wouter Wolff          |                       | 12                    | 80,82                 |
| 2                     | Alexander Schwarzman  |                       | 11                    | 87,97                 | 2                     | Guntis Valneris        |                       | 12                    | 83,89                 | 2                     | Alexeï Tchijov        |                       | 11                    | 87,95                 |
| 3                     | Yuriy Anikeev         |                       | 11                    | 87,97                 | 3                     | Artem Ivanov           |                       | 11                    | 85,91                 | 3                     | Ncho Joel Atse        |                       | 11                    | 86,94                 |
| 4                     | Vadim Virny           |                       | 11                    | 87,97                 | 4                     | Martijn van Ijzendoorn |                       | 11                    | 83,89                 | 4                     | Evgueni Vatutin       |                       | 11                    | 84,92                 |
| 5                     | N'Diaga Samb          |                       | 11                    | 86,95                 | 5                     | Erdenebileg Dul        |                       | 11                    | 80,82                 | 5                     | Alexander Getmanski   |                       | 11                    | 82,90                 |
| 6                     | Alexei Domchev        |                       | 11                    | 86,94                 | 6                     | Leopold Kouogueu       |                       | 11                    | 84,91                 | 6                     | Roel Boomstra         |                       | 11                    | 82;88                 |
| 7                     | Ainur Shaibakov       |                       | 11                    | 81,89                 | 7                     | Jan Groenendijk        |                       | 10                    | 88,96                 | 7                     | Kees Thijssen         |                       | 11                    | 80,88                 |
| 8                     | Souleymane Keita      |                       | 11                    | 81,87                 | 8                     | Murodullo Amrillaev    |                       | 10                    | 83,92                 | 8                     | Macodou Ndiaye        |                       | 11                    | 79,87                 |
| 9                     | Nikolai Gulyaev       |                       | 10                    | 85,91                 | 9                     | Ivan Trofimov          |                       | 10                    | 83,92                 | 9                     | Maksim Milshin        |                       | 11                    | 76,79                 |
| 10                    | Ron Eusdens           |                       | 10                    | 82,90                 | 10                    | Hein Meijer            |                       | 10                    | 83,91                 | 10                    | Wouter Sipma          |                       | 10                    | 77,85                 |
| 11                    | Frank Teer            |                       | 10                    | 80,88                 | 11                    | Anodis Joachim Ano     |                       | 10                    | 81,89                 | 11                    | Daniele Macali        |                       | 10                    | 71,77                 |
| 12                    | Manlai Ravjir         |                       | 10                    | 78,84                 | 12                    | Alessio Scaggiante     |                       | 10                    | 75,81                 | 12                    | Edvard Buzinskij      |                       | 9                     | 82,90                 |

## Finale
| Finale | Finale                 | Finale |      | Rondes | Rondes | Rondes | Rondes | Rondes | Rondes | Rondes | Rondes | Rondes | Rondes | Rondes | Rondes | Total des points |
|        |                        |        |      | 1      | 2      | 3      | 4      | 5      | 6      | 7      | 8      | 9      | 10     | 11     | 12     |                  |
| ------ | ---------------------- | ------ | ---- | ------ | ------ | ------ | ------ | ------ | ------ | ------ | ------ | ------ | ------ | ------ | ------ | ---------------- |
| 1      | Alexander Schwarzman   |        | 2432 | X      | 1      | 1      | 1      | 1      | 1      | 1      | 2      | 2      | 1      | 1      | 2      | 14               |
| 2      | Alexeï Tchijov         |        | 2409 | 1      | X      | 1      | 1      | 1      | 1      | 2      | 1      | 1      | 1      | 2      | 1      | 13               |
| 3      | Guntis Valneris        |        | 2374 | 1      | 1      | X      | 1      | 1      | 1      | 1      | 2      | 1      | 2      | 1      | 1      | 13               |
| 4      | Alexander Baliakin     |        | 2394 | 1      | 1      | 1      | X      | 1      | 2      | 1      | 1      | 1      | 1      | 1      | 1      | 12               |
| 5      | Yuriy Anikeev          |        | 2379 | 1      | 1      | 1      | 1      | X      | 1      | 1      | 1      | 1      | 2      | 1      | 1      | 12               |
| 6      | Ncho Joel Atse         |        | 2337 | 1      | 1      | 1      | 0      | 1      | X      | 1      | 1      | 2      | 1      | 1      | 1      | 11               |
| 7      | Alexander Georgiev     |        | 2428 | 1      | 0      | 1      | 1      | 1      | 1      | X      | 2      | 1      | 1      | 1      | 1      | 11               |
| 8      | Wouter Wolff           |        | 2279 | 0      | 1      | 0      | 1      | 1      | 1      | 0      | X      | 2      | 1      | 1      | 2      | 10               |
| 9      | Martijn van Ijzendoorn |        | 2395 | 0      | 1      | 1      | 1      | 1      | 0      | 1      | 0      | X      | 1      | 2      | 1      | 9                |
| 10     | Evgueni Vatutin        |        | 2329 | 1      | 1      | 0      | 1      | 0      | 1      | 1      | 1      | 1      | X      | 1      | 1      | 9                |
| 11     | Vadim Virny            |        | 2354 | 1      | 0      | 1      | 1      | 1      | 1      | 1      | 1      | 0      | 1      | X      | 1      | 9                |
| 12     | Artem Ivanov           |        | 2367 | 0      | 1      | 1      | 1      | 1      | 1      | 1      | 0      | 1      | 1      | 1      | X      | 9                |